# Komirić
Komirić (en serbe cyrillique : Комирић) est un village de Serbie situé dans la municipalité d’Osečina, district de Kolubara. Au recensement de 2011, il comptait 740 habitants.
Komirić est situé sur les bords du Jadar.

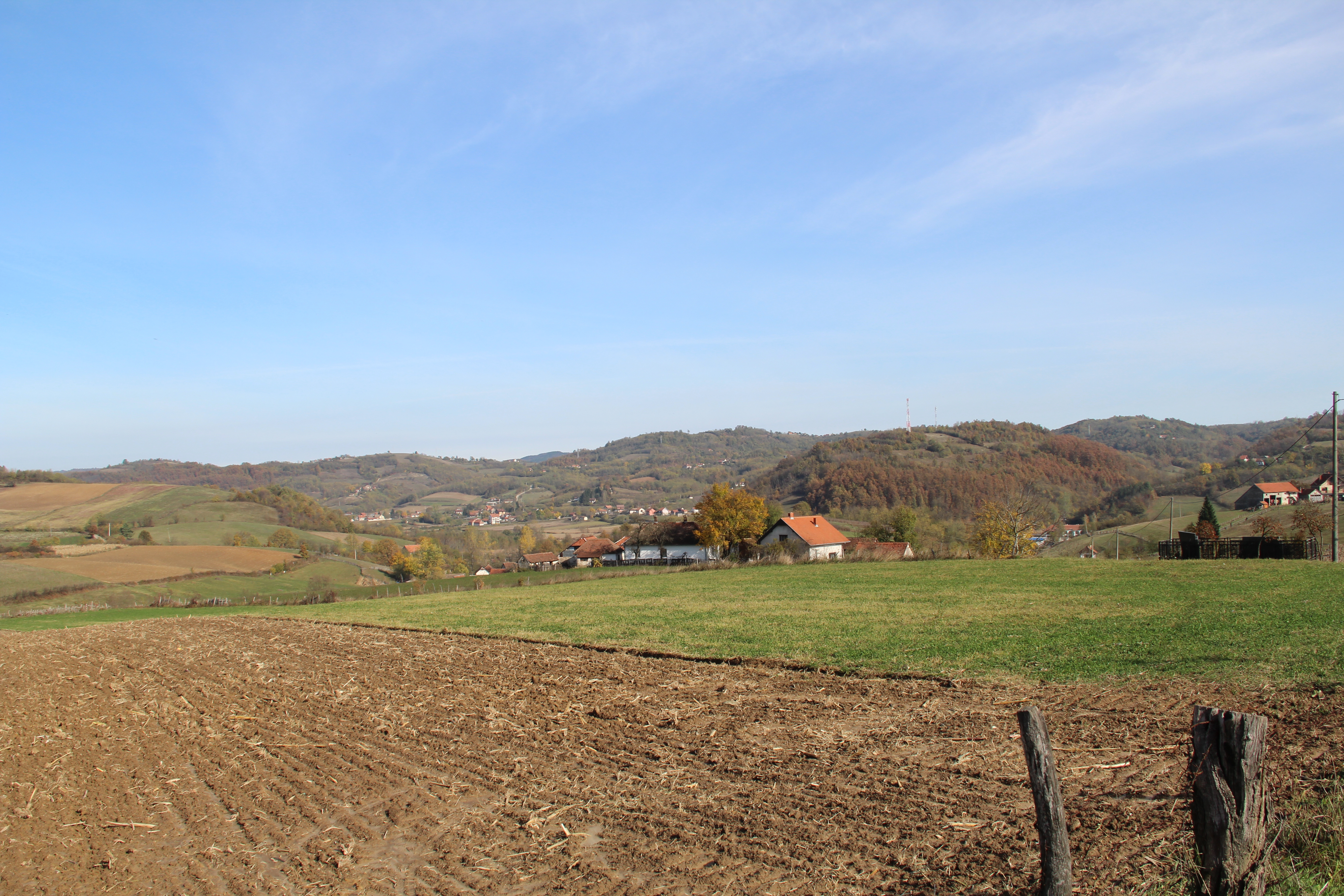
Komirić - panorama
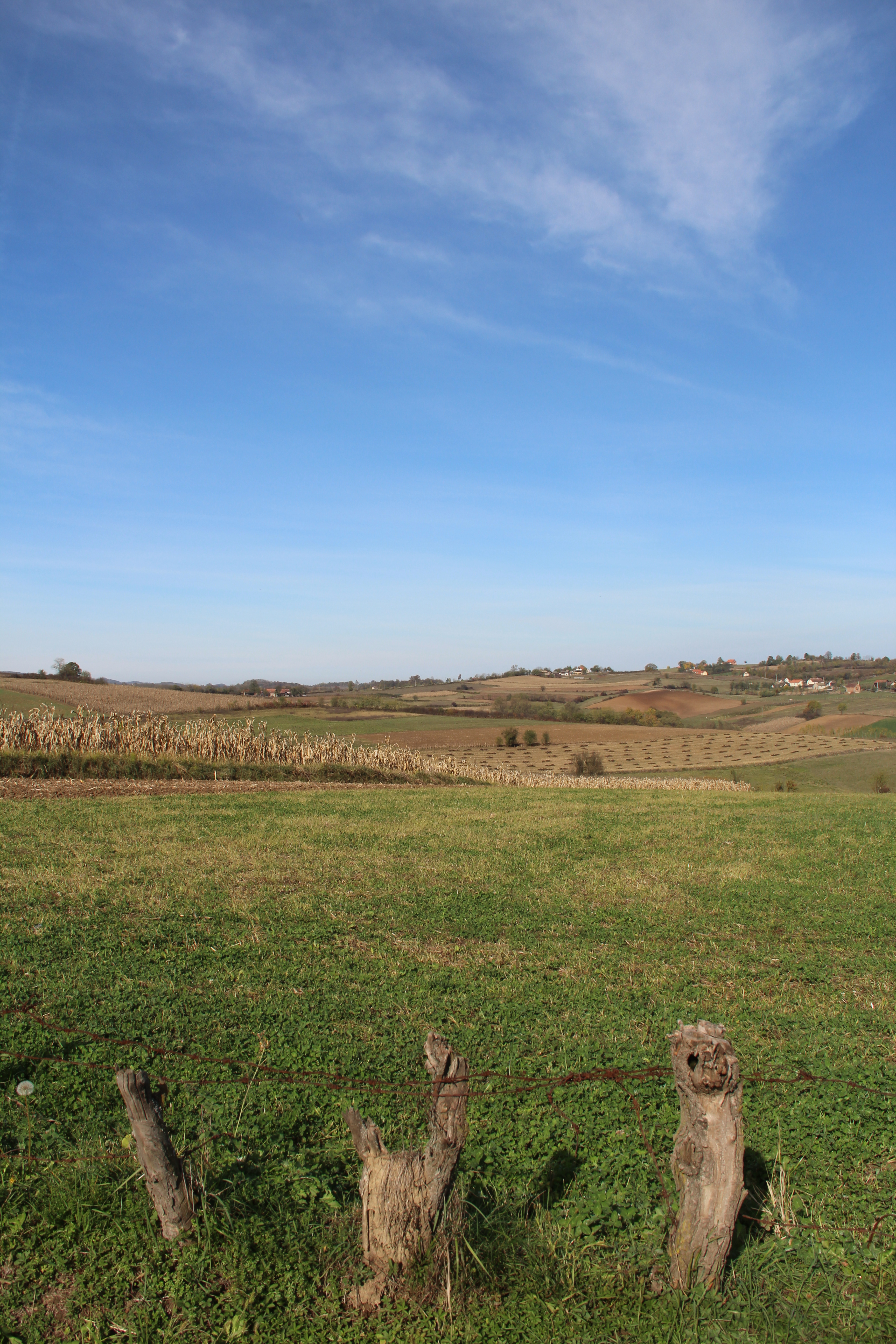
Komirić - panorama
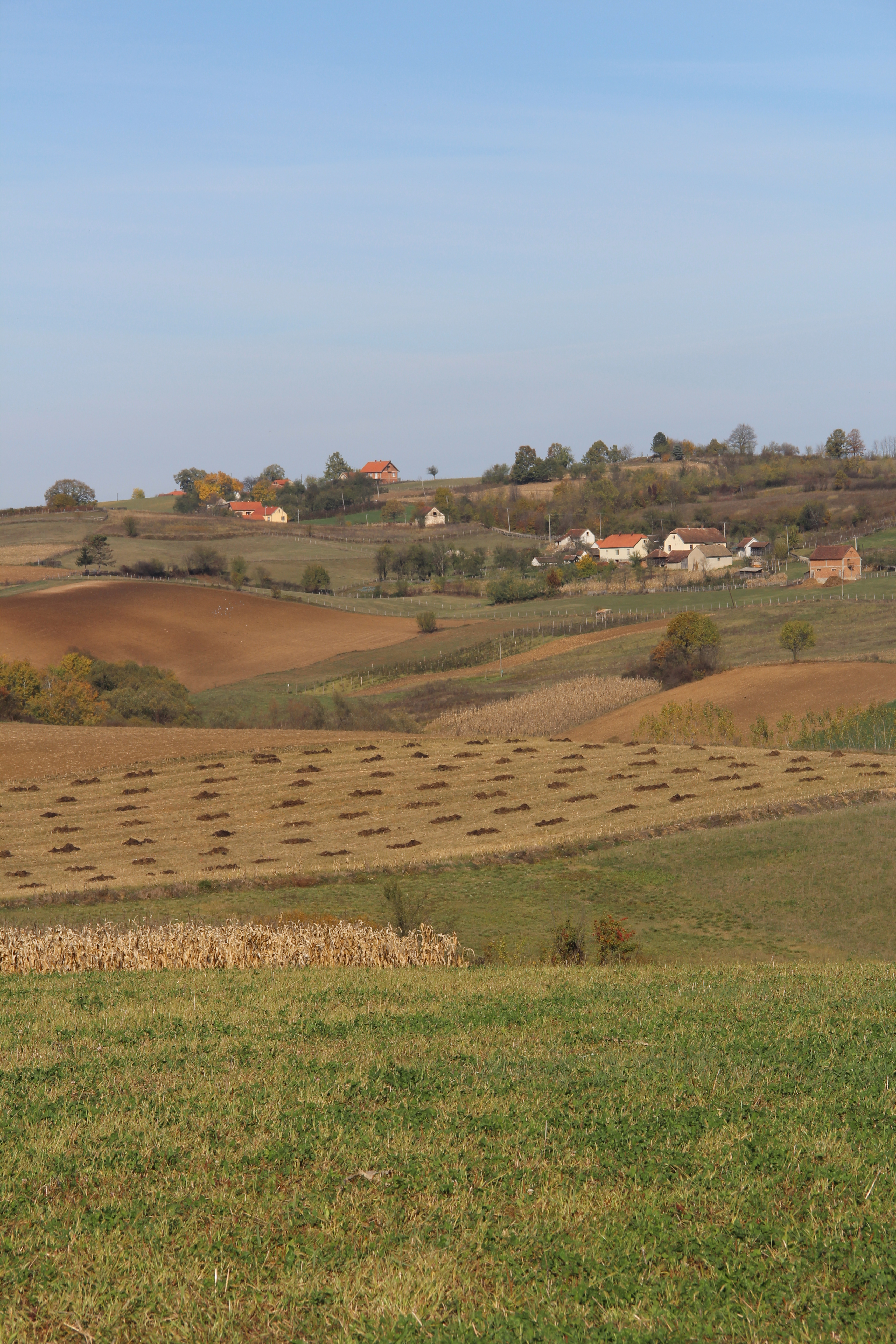
Komirić - panorama
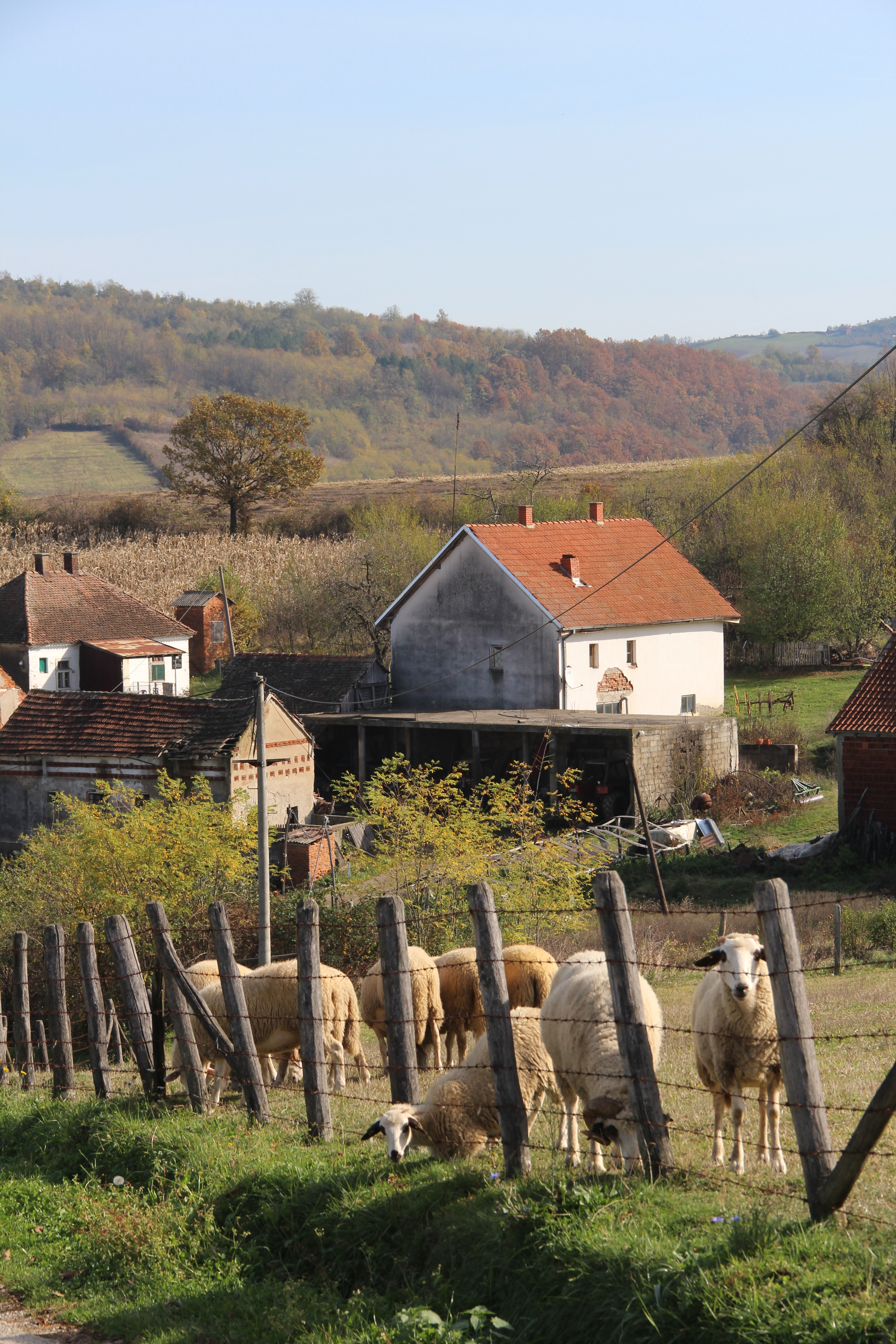
Komirić - panorama
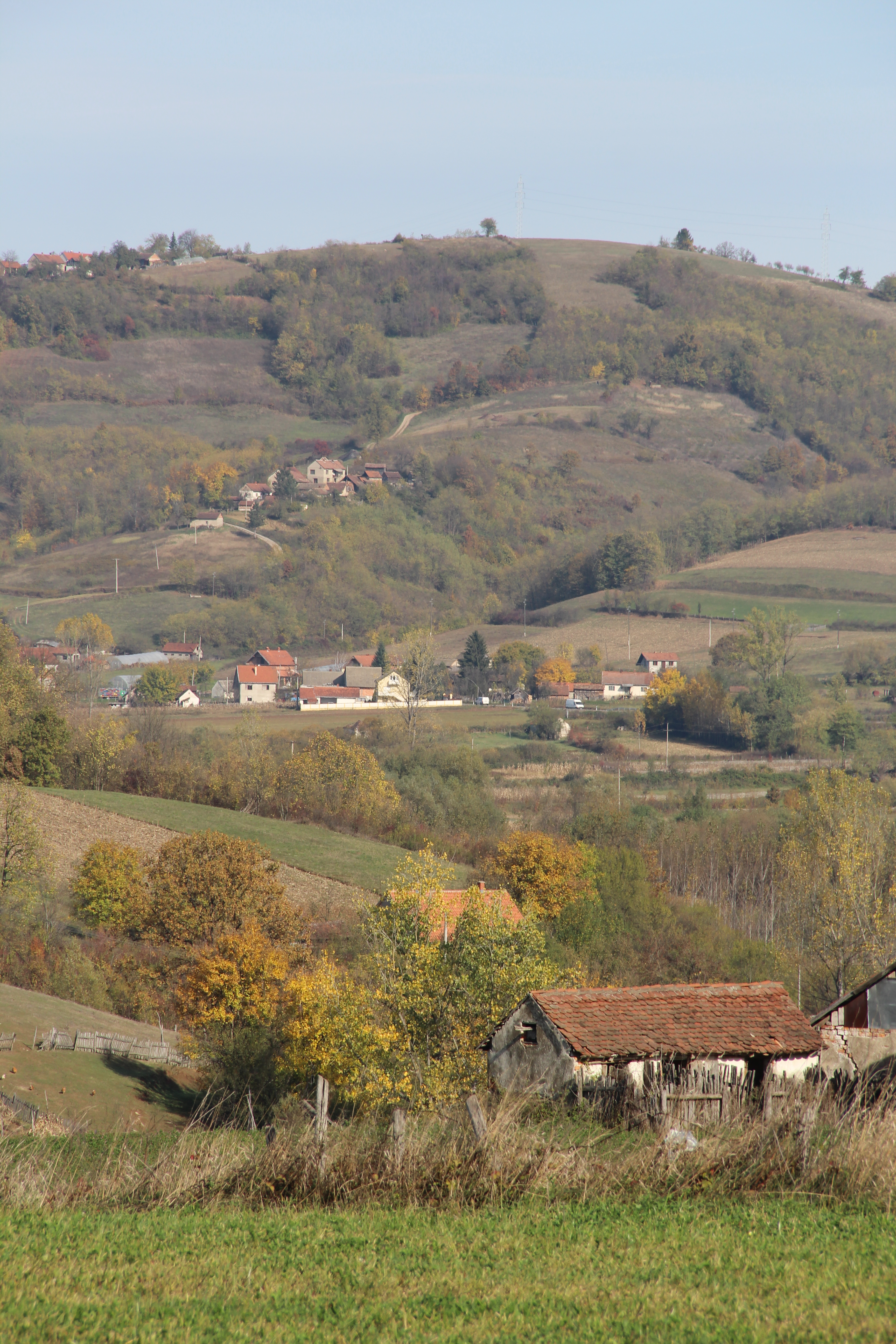
Komirić - panorama
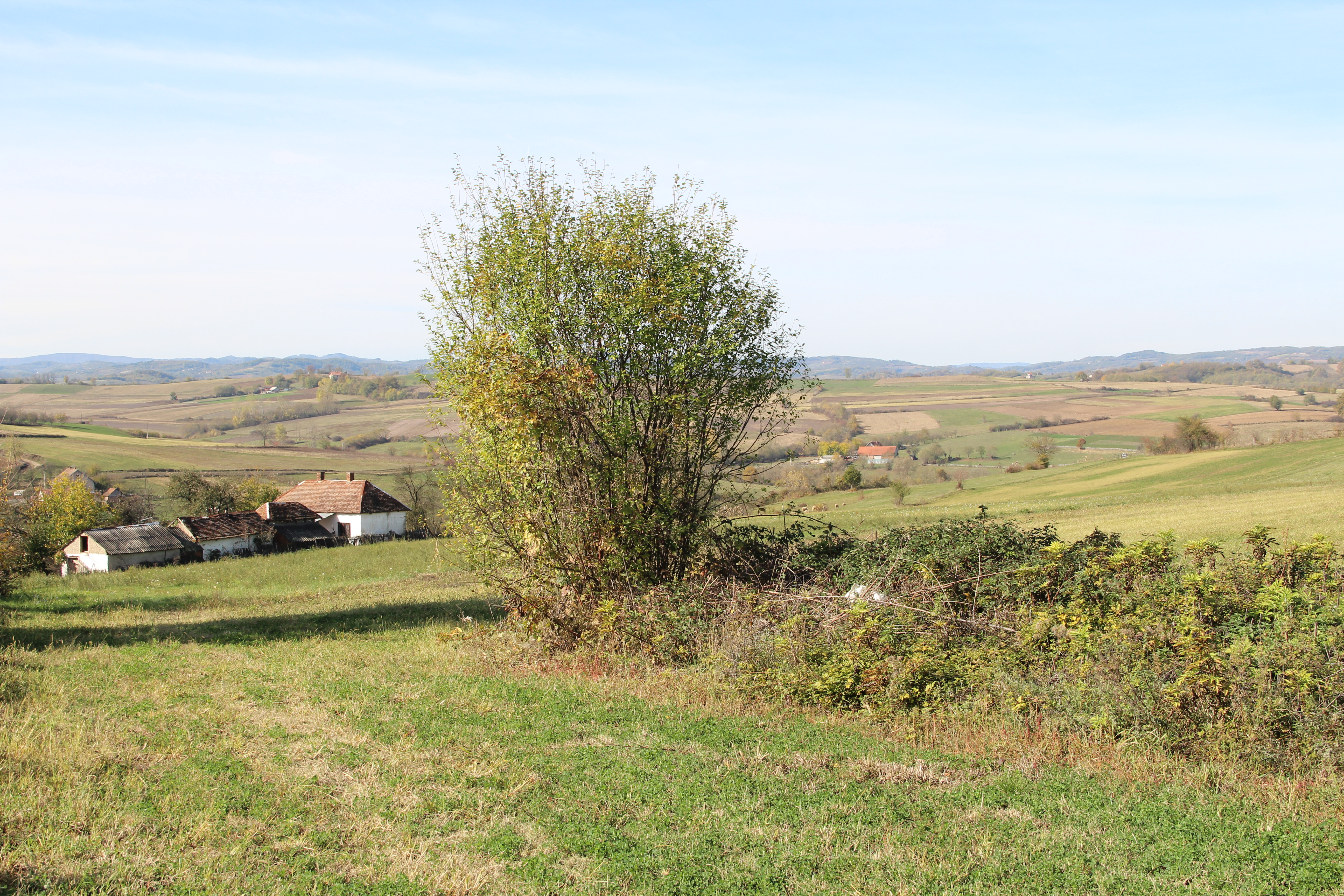
Komirić - panorama
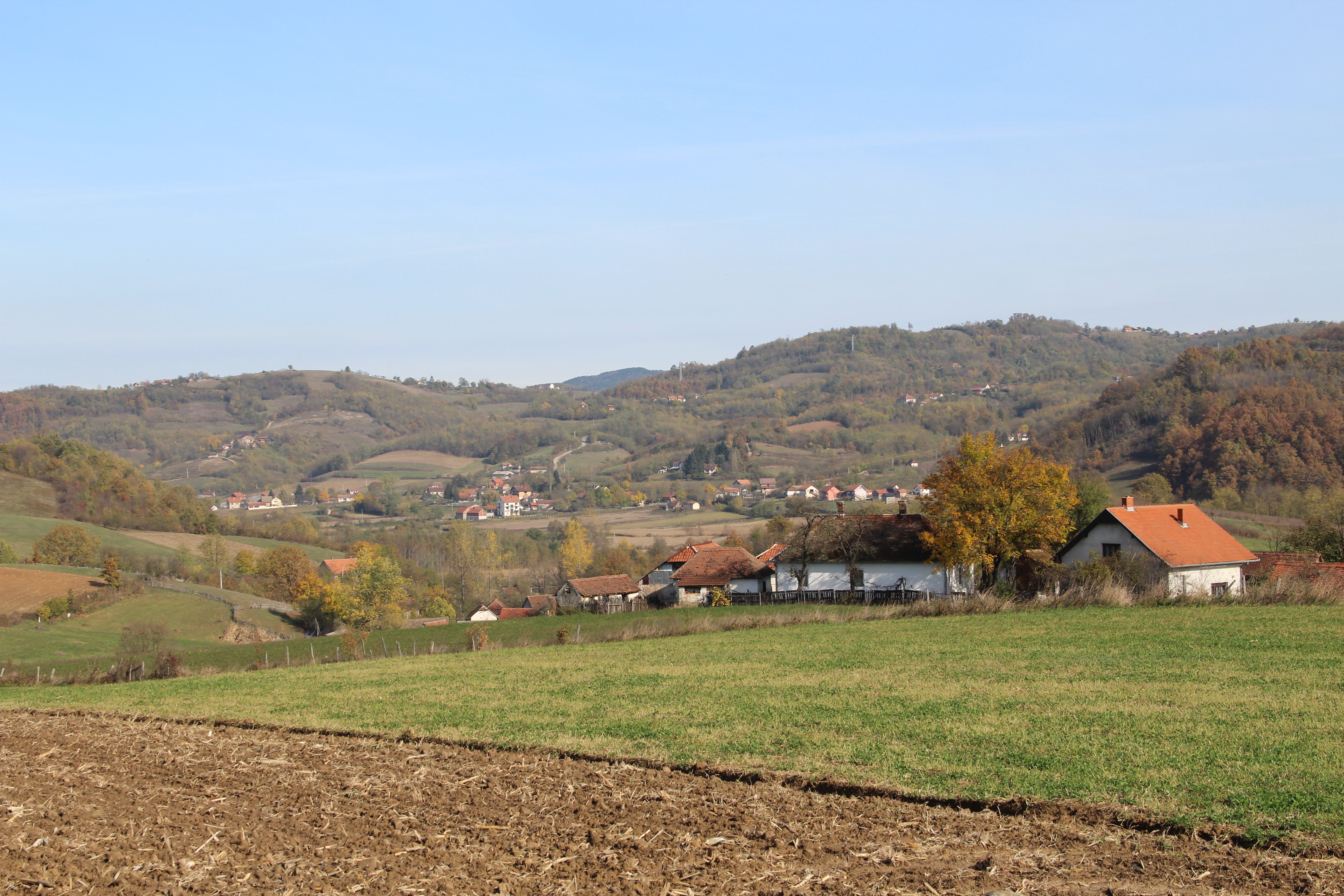
Komirić - panorama
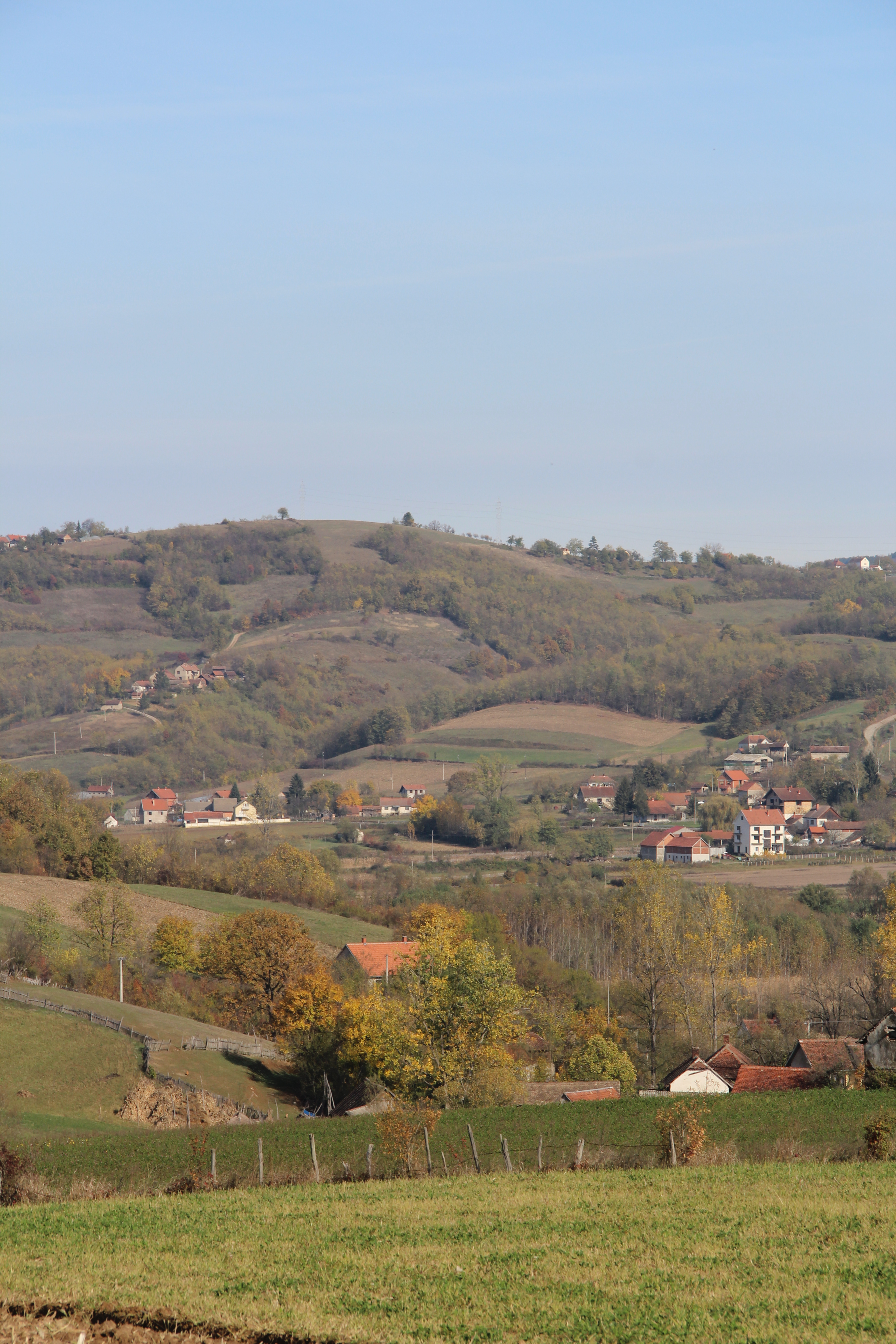
Komirić - panorama
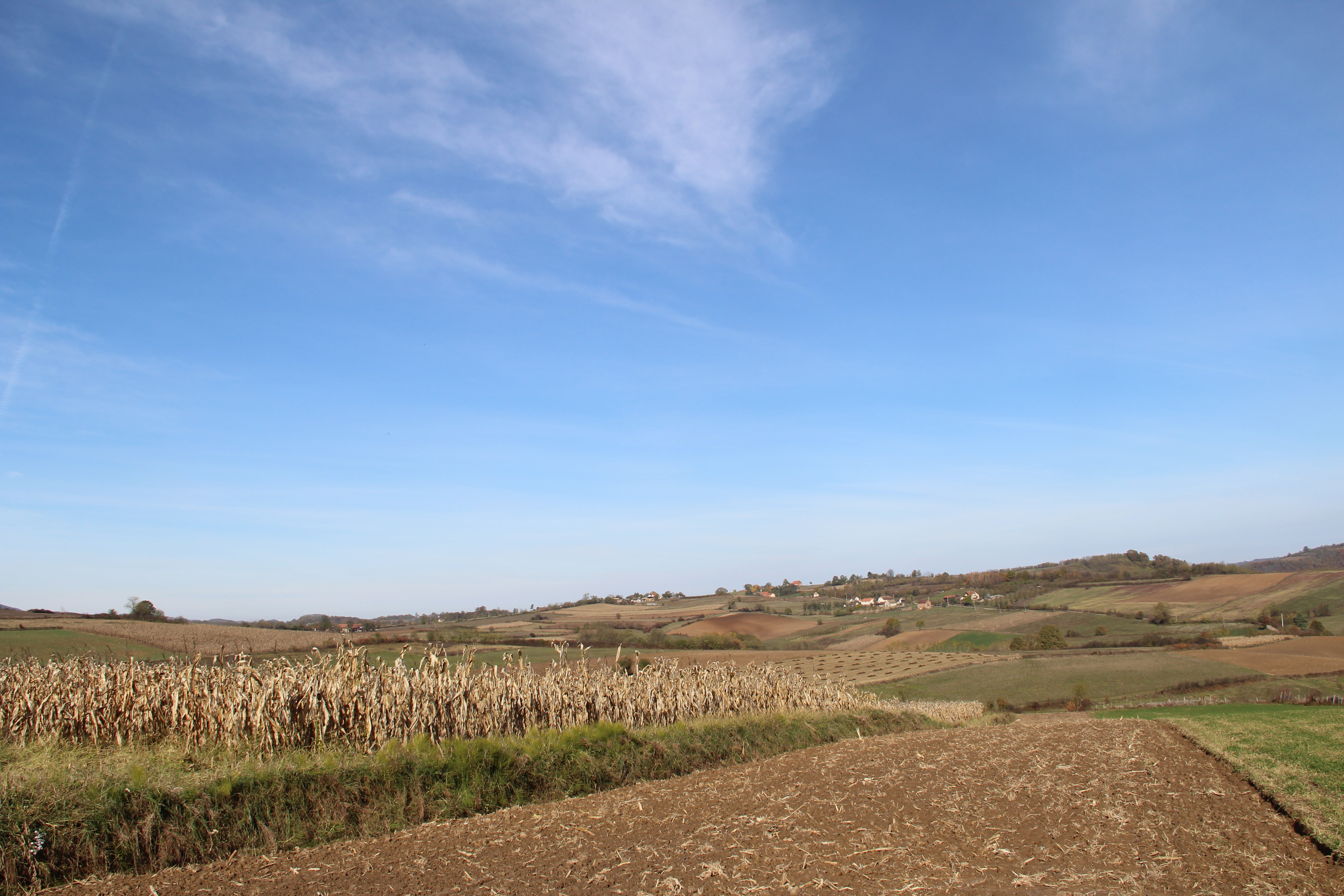
Komirić - panorama

## Démographie
| 1948  | 1953  | 1961  | 1971  | 1981  | 1991  | 2002 | 2011 |
| ----- | ----- | ----- | ----- | ----- | ----- | ---- | ---- |
| 2 111 | 2 151 | 1 829 | 1 533 | 1 387 | 1 122 | 954  | 740  |

|  |